# Kocsi Csergő Bálint
Kocsi Csergő Bálint (Kocs, 1647. augusztus 7. – ?, 1698), református tanár, a magyarországi barokk gályarab-irodalom egyik jeles írója.

## Élete
Csergő István és Végh Katalin házasságából született 1647 augusztusában Kocson, Komárom vármegyében.  Innen származik előneve, azonban gyakran csak Kocsi Bálintnak írják. 1664 májusában a debreceni iskolába küldték szülei. Itt elvégezve tanulmányait, 1670-ben Munkácsra ment tanítónak, de a jezsuiták és Báthori Zsófia üldözései elől már három hónap múlva visszatért Debrecenbe. Itt tanult, közben utazott is Erdélyben. 1671 májusában Pápára hívták meg iskolaigazgatónak. 1674. március 5-ére a pozsonyi vértörvényszék elé idézték. Mivel a katolikus hitre való áttérés aláírását megtagadta, számos hittársával együtt bilincsbe verve Lipótvárra, majd Triesztbe vitték, onnan pedig Nápolyba hurcolták gályarabságra. 1676. február 11-én Ruyter holland admirális a többiekkel együtt kiváltotta, így Svájcba tudott menekülni. Végül a protestans államok közvetítése révén 1678-ban visszatérhetett Magyarországra és ismét folytatta hivatalát, először 1679-ben Mezőváriban, Kocsi Csergő Jánossal, aki ott 1678–1694-közt volt lelkész, majd Pápán tanított, ahol székfoglaló beszédet is tartott.
Pápáról 1683-ban Mezőörsre került, azután közel másfél évig Győrben nyomorgott, majd 1688-tól öt évig Lepsényben lelkipásztorként működött. 1693 ősztől ismét Pápán volt rektor, legfeljebb három évig, onnan került át Pázmándra. Egy 1698-as katolikus egyházlátogatási jegyzőkönyv szerint Győr vármegyében Pázmándon volt lelkész. / Hivatkozás. PL: Arrabona – Múzeumi közlemények 19-20. (Győr, 1977-1978) Gecsényi L.: Győr megye gazdasági-társadalmi helyzetének néhány kérdése a 17–18. század fordulóján (385. oldal) / Valószínűleg Pápán halt meg.
Thaly Kálmán szerint azonban 1705 őszén, amikor Bottyán János kuruc tábornok Pápát ostrommal bevette, a szolgálatába vette mint titkárt, Börölley Mihály társával együtt. Csergő lehetett a gyakran emlegetett Bálint deák, a tábornok hadi parancsainak, proklamációinak, hivatalos rendeleteinek és menleveleinek egyik fogalmazója. Híven szolgálta a tábornokot haláláig, sőt annak özvegye, gróf Forgách Julianna szolgálatában is megmaradt és a szatmári békekötést is túlélte. Az állítást egy 1891-ben megjelent cikkében részletesen cáfolta meg Révész Kálmán, aki szerint:
„Mindezek alapján én azon véleményemnek adok kifejezést, hogy a Bottyán mellett tábori titkárként szolgált Kocsi Csergő Bálint a pápai tanár, gályarab és pázmándi lelkész Kocsi Csergő Bálinttal nem egy ugyanazon személy, hanem amaz ennek vagy fia, vagy rokona, vagy csupán névrokona volt.”

## Művei
- Narratio brevis de oppressione libertatis eccl. Hung.: Az egész üldöztetési pernek, fogságuknak, gályarabságuknak történetét részletesen, megható közvetlenséggel írja le latinul. (Kézirata a Nemzeti Múzeumban).
- Fő műve: Lampe, Historiae Ecclesiae Reformatae in Hungaria et Transilvania, 1728. (Az előbbi műből kilenc könyv szerepel itt is: 746-919. lapok)
  - Magyar fordítása: Kősziklán épült ház ostroma, Kocsi Csergő Bálint latin munkája után fordította felső-csernátoni Bod Péter. Lipcse, 1866. (A fordítás Bod Péter munkája 1738-ból, aki az eredeti latin szöveget részben át is dolgozta. A fordítás azonban az akkori sajtóviszonyok miatt nem jelenhetett meg. Kiadta Szilágyi Sándor bevezetéssel s jegyzetekkel, a három utolsó könyvvel, X-XII. fejezet, melyeket Bod nem ismert, a Nemzeti Múzeumban levő kéziratból megtoldva. Bod eredeti kézirata elveszett, négy másolatával s az eredeti latin szöveggel van a munka egybevetve.)
- Kősziklán épült ház ostroma; ford. Bod Péter; bev., jegyz. Szilágyi Sándor; Köhler, Lipcse, 1866
- Magyar vértanúk nyomában. Kocsi Csergő Bálint műve a gályarab-per tizenkilenc vértanújáról; ford., bev. Szimonidesz Lajos; Misztótfalusi, Budapest, 1944
- "Kősziklán épült ház ostroma"; ford. Bod Péter, Miklós Dezső, Szimonidesz Lajos, sajtó alá rend. Miklós Dezső; Miklós Dezső, Leányfalu, 1995

Levele 1675. október 5. (Másolat után a Sárospataki Füzetekben 1863. 756. l.)

## Emlékezete Kocs községben
Kocs községben emlékére 2011-ben emlékparkot létesítettek a református templommal szemben fekvő téren.

## Kocsi Csergő Bálint emlékpark

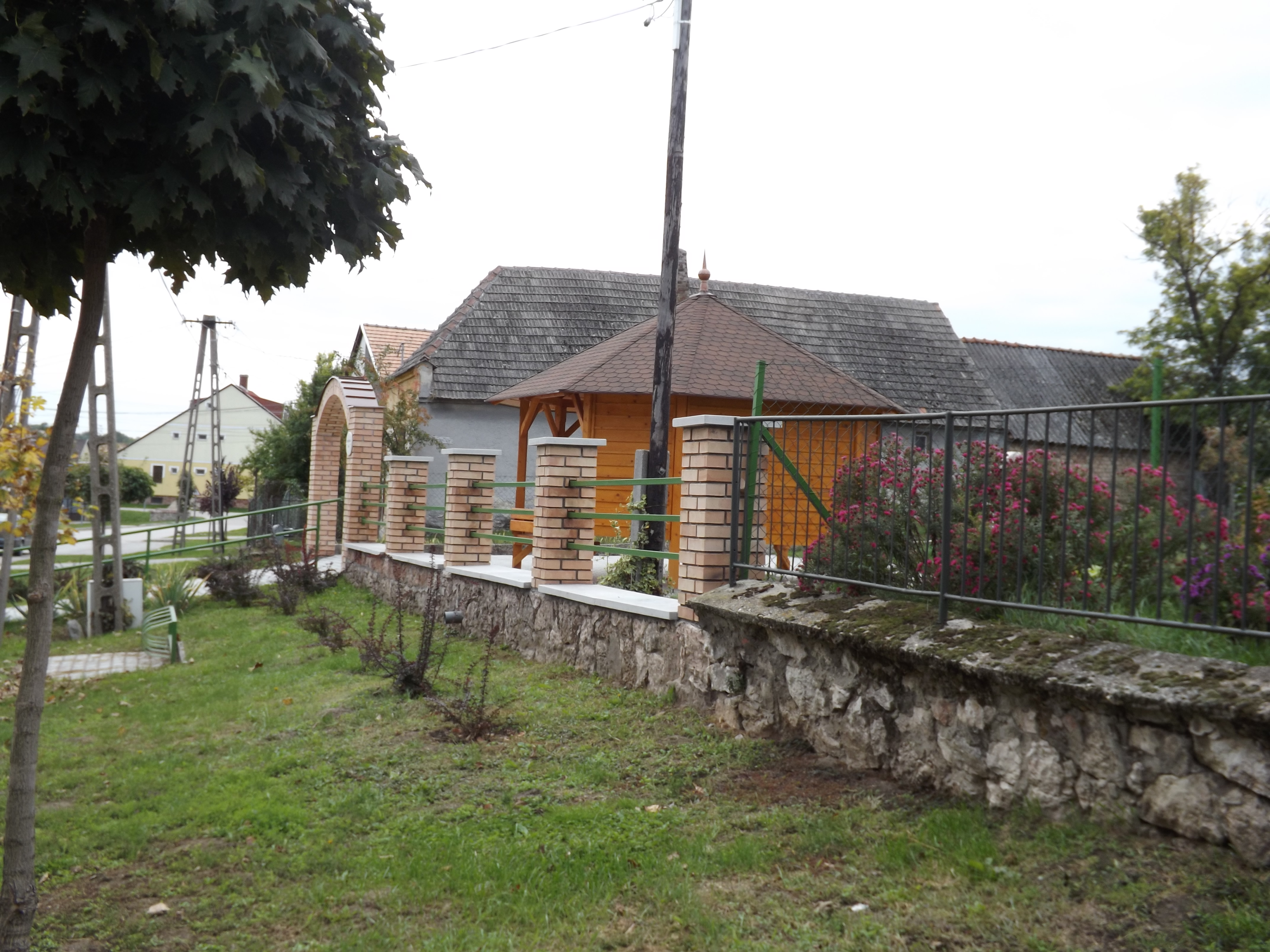
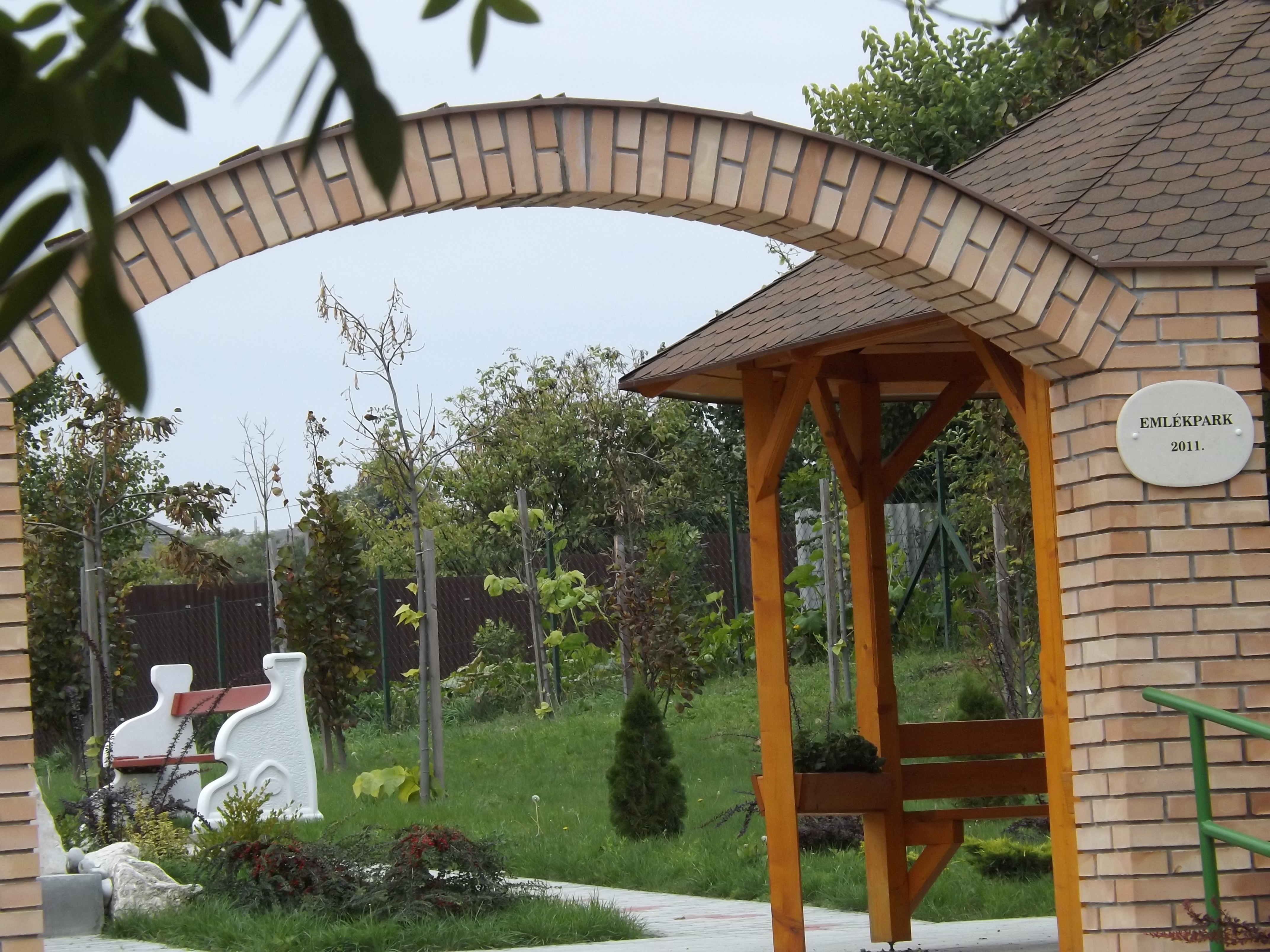
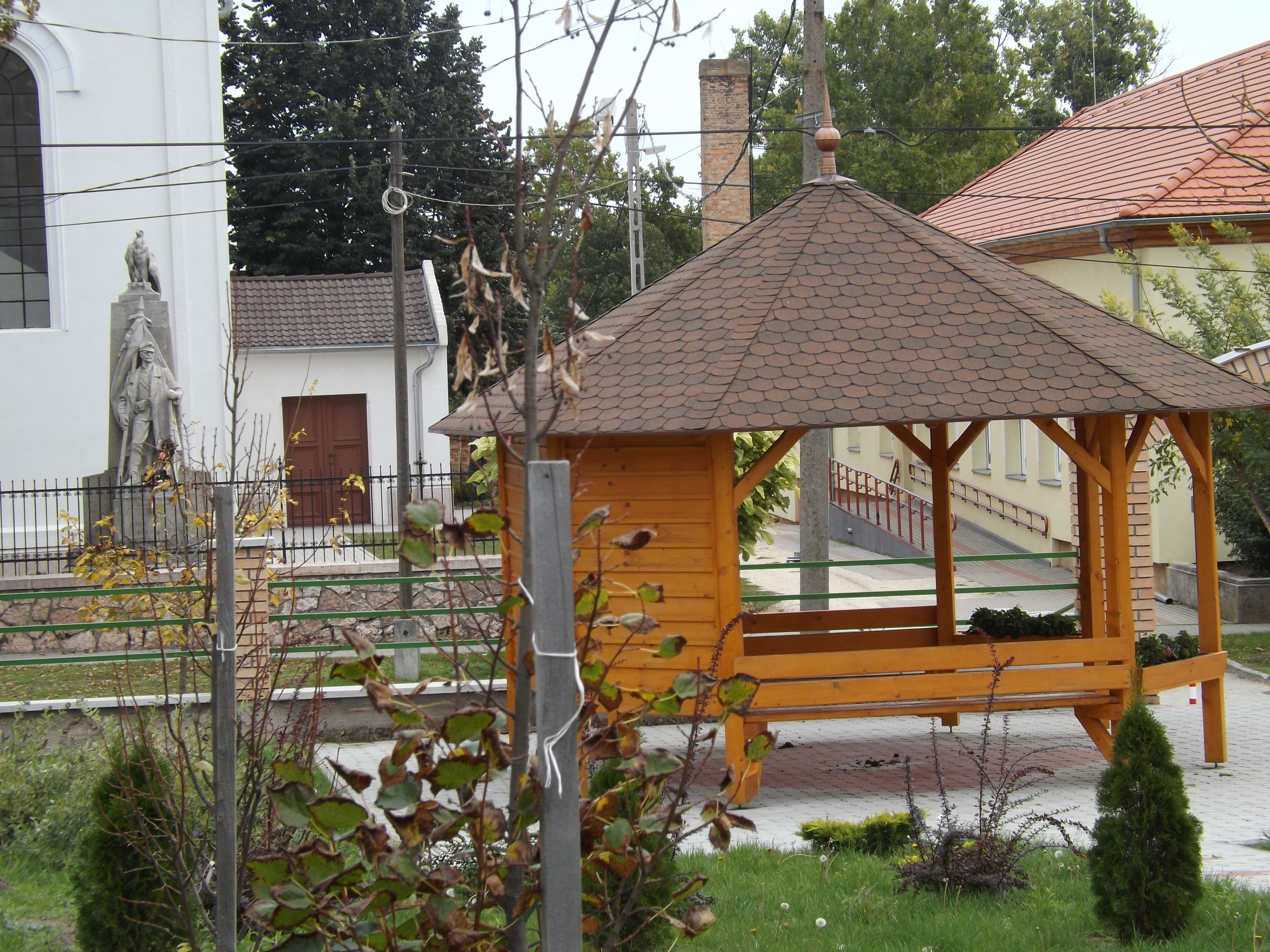
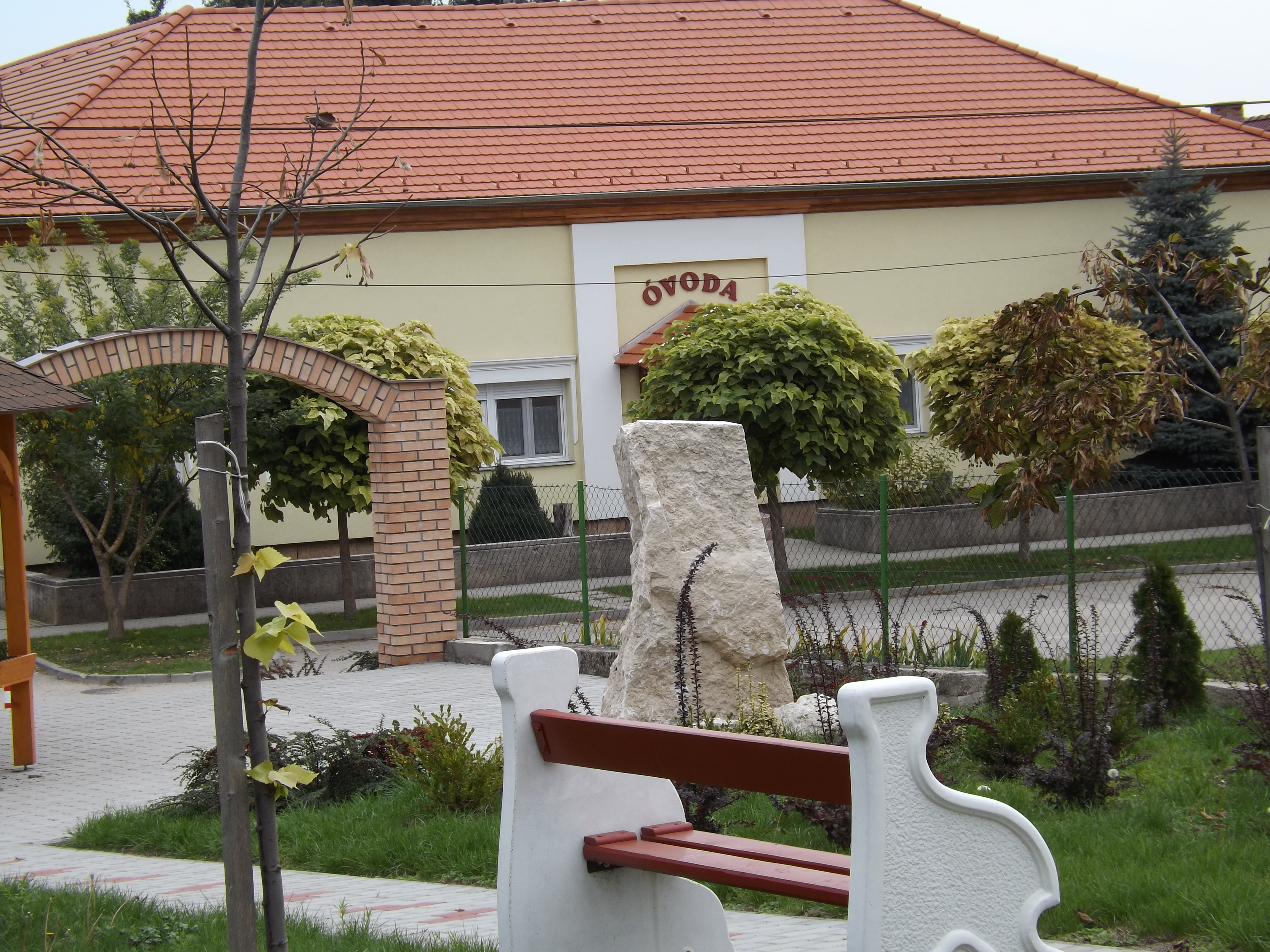
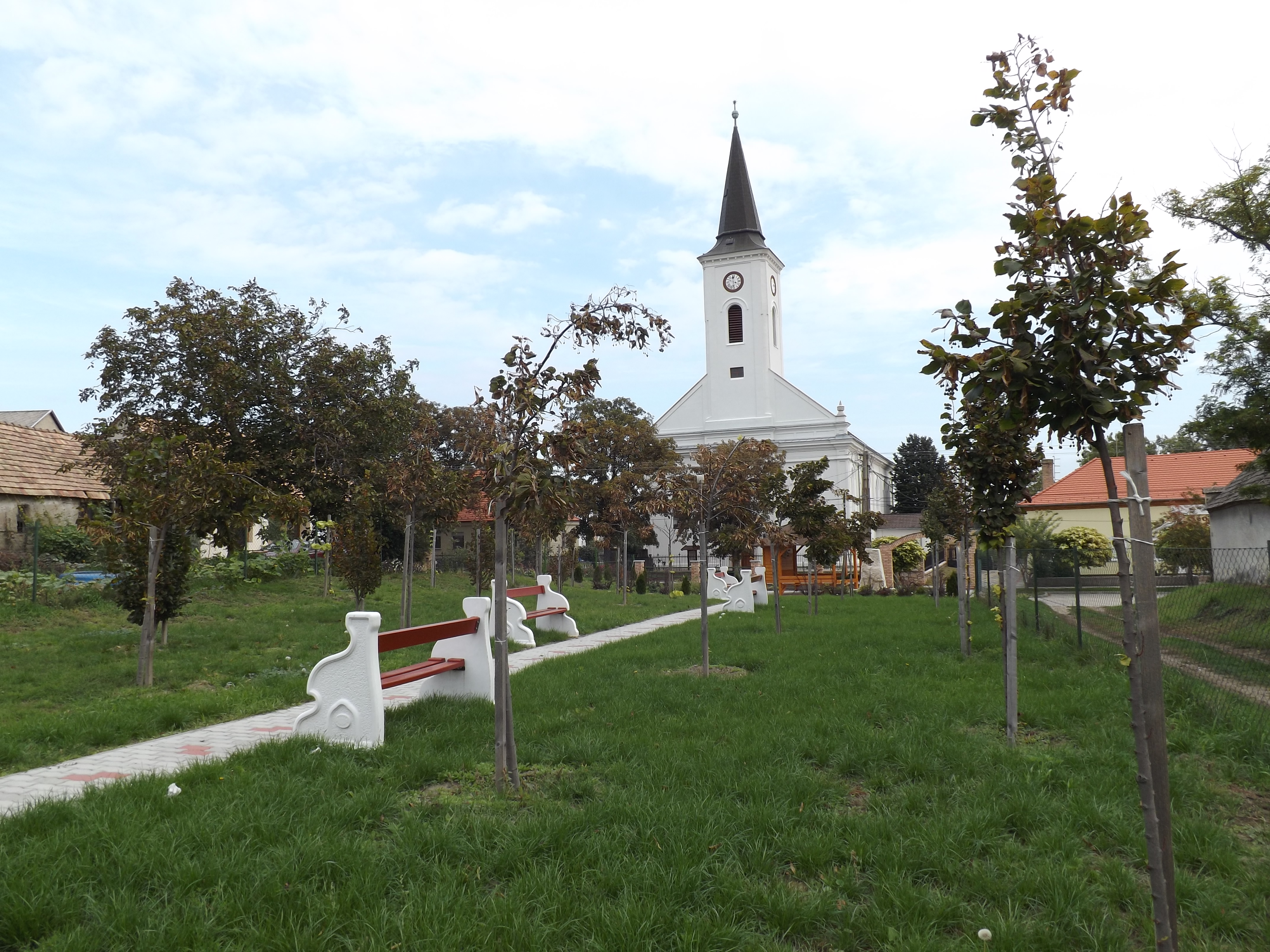
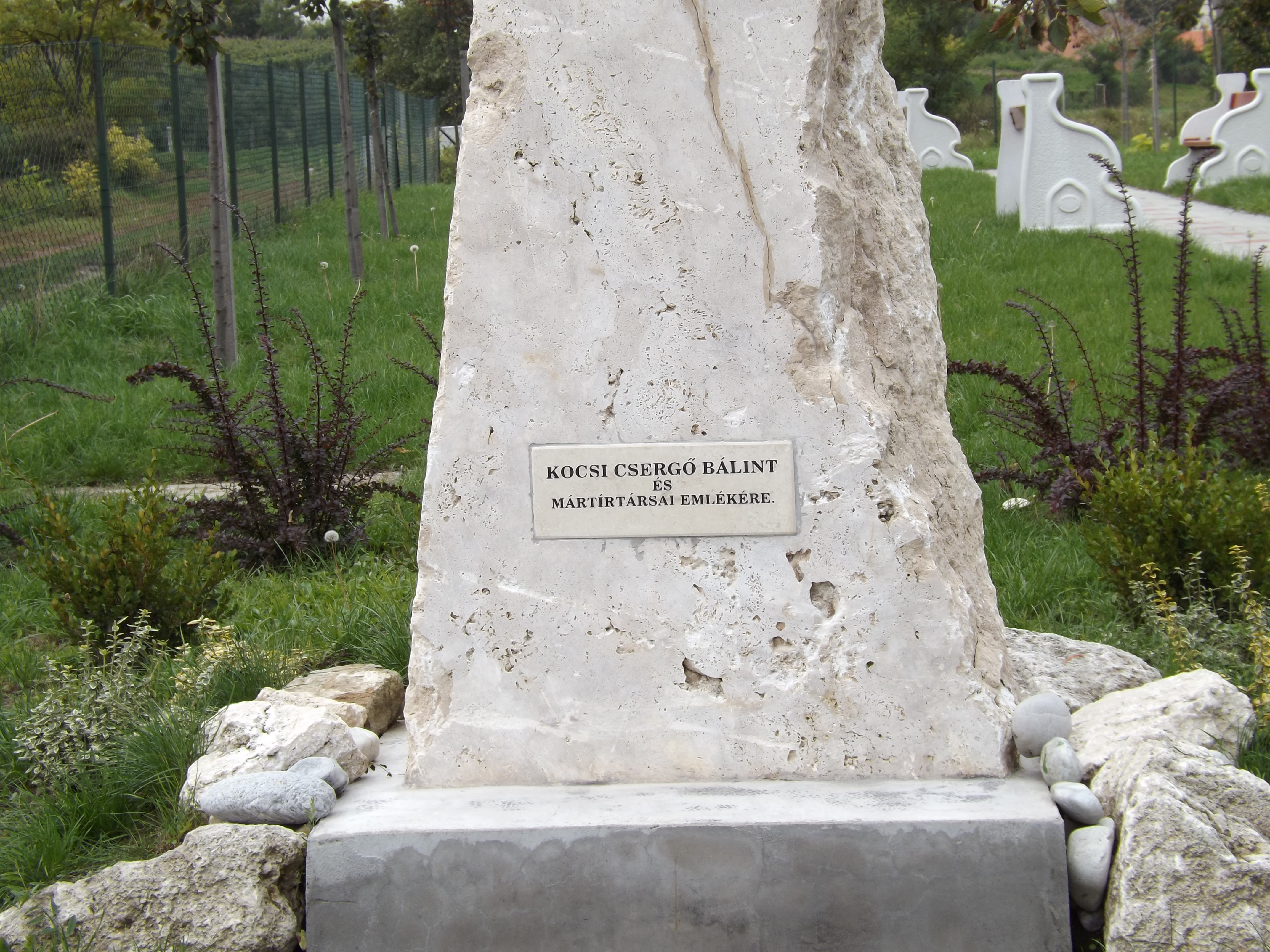
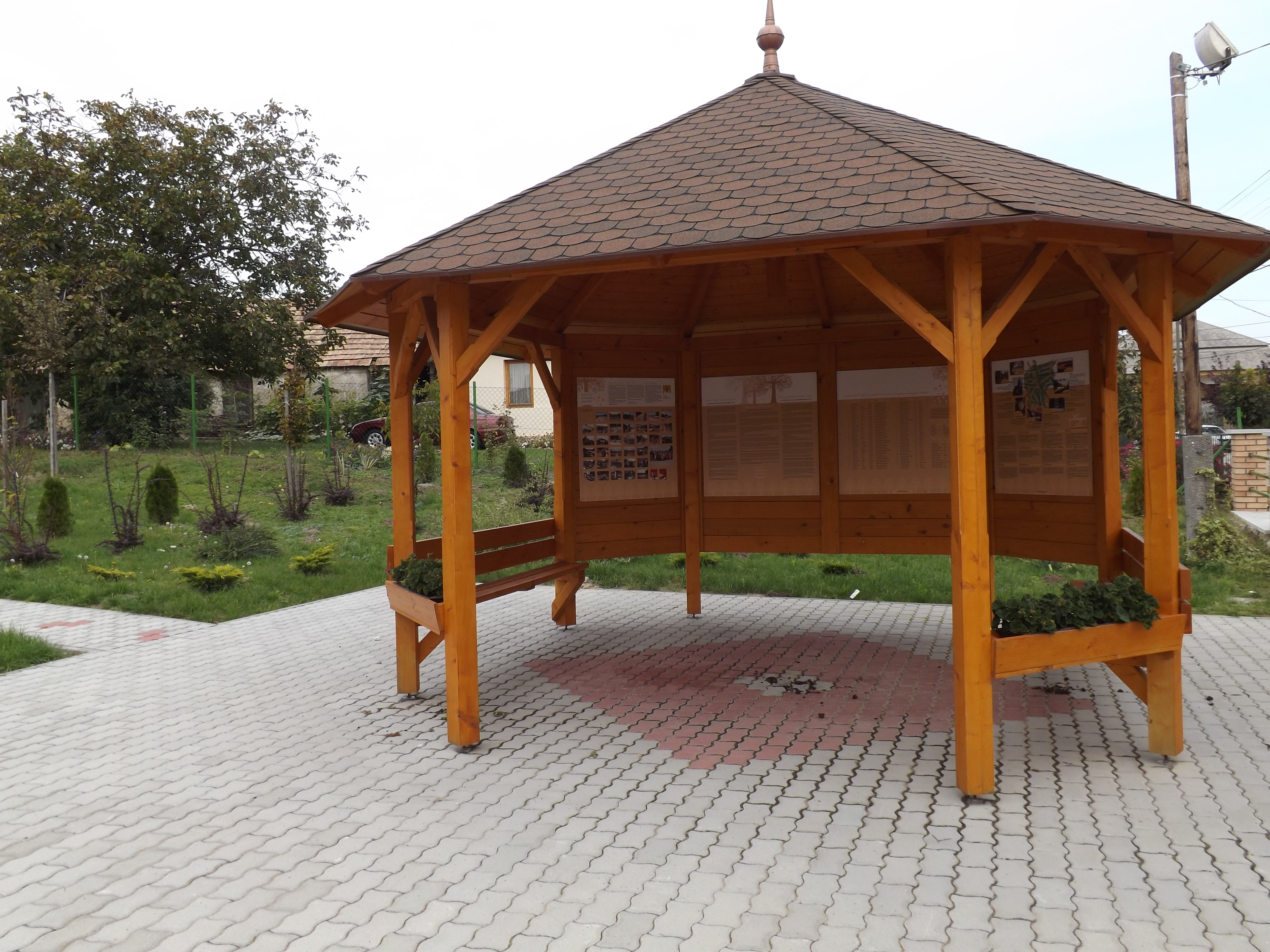
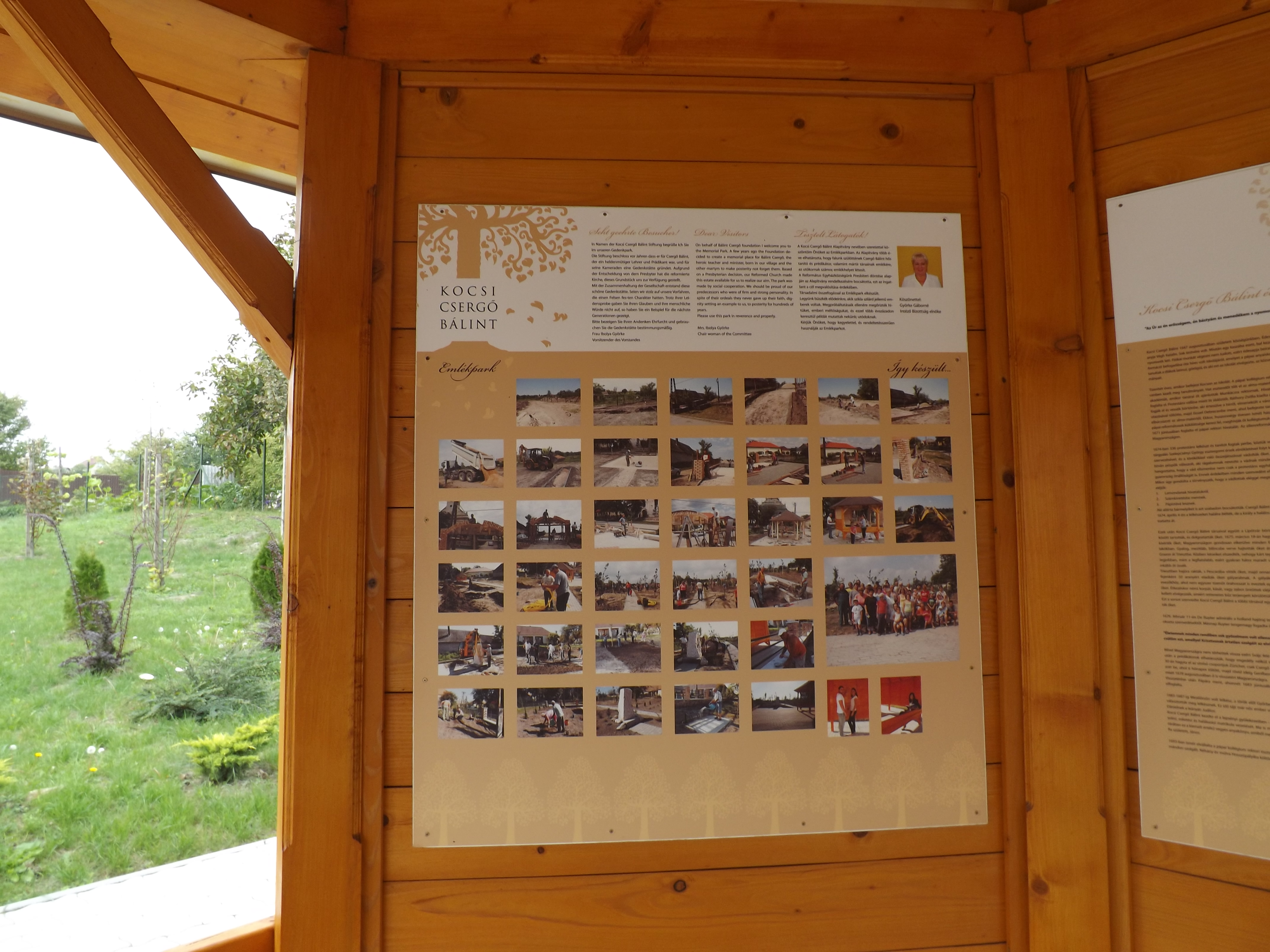
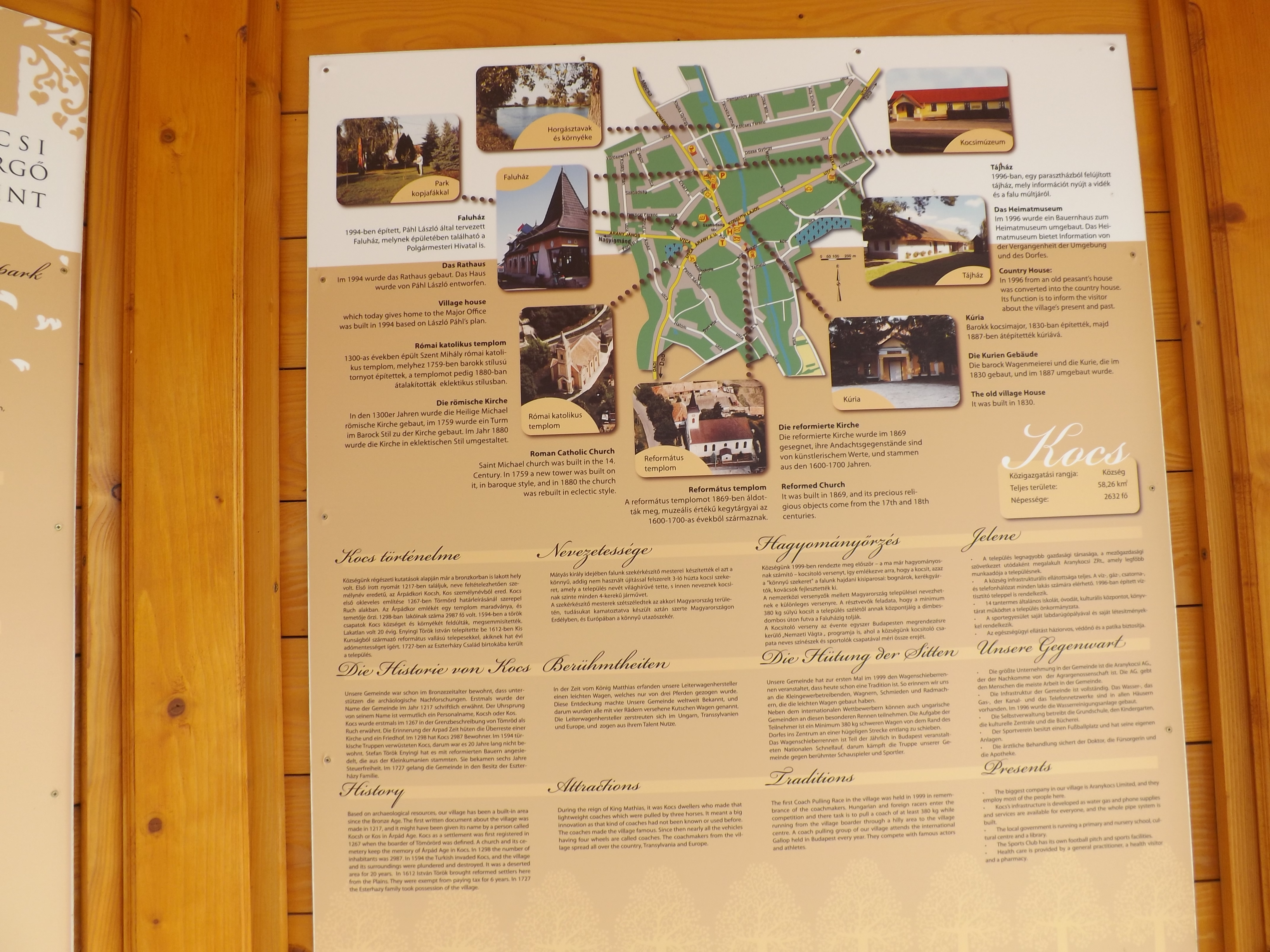
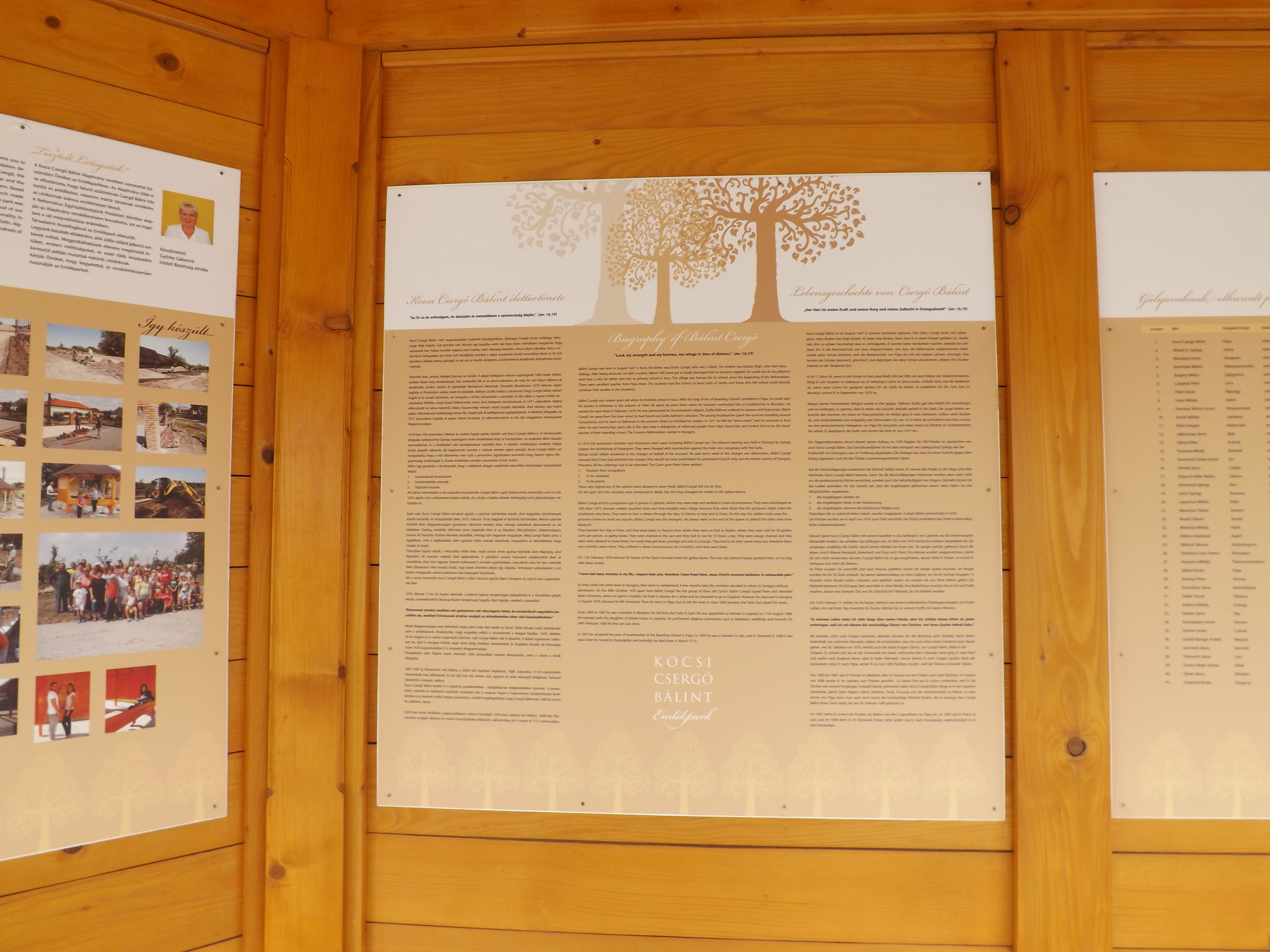
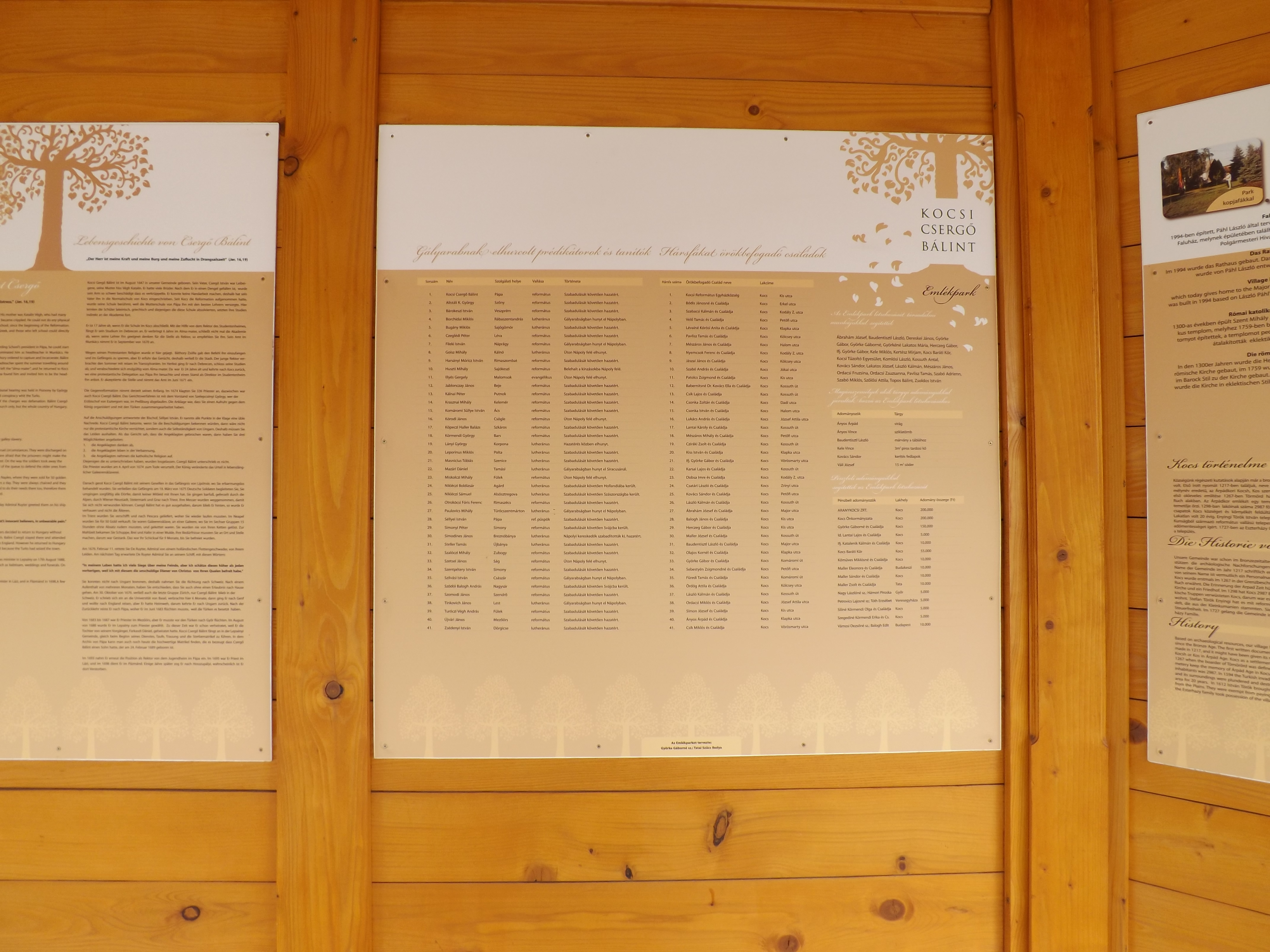

Kocsi Csergő Bálint a gályarabságra ítélt református prédikátor, Kocs község szülötte 1713-ban, 77 éves korában irt visszaemlékezéséből:
„ 	… 1647-ben születtem a Komárom vármegyei Kócson, melyről előnevemet is vettem. A boldog emlékezetű fejedelmünk, az öreg Rákóczi György ebben az esztendőben szerzett vissza kilencven templomot a reformata vallás számára.
Ez a falu, mintha csak egész Magyarország történetét kívánta volna utánozni, hol eltöröltetett a föld színéről, hol feltámadt. Századunk elején Kara Musztafa katonái égették fel, minden puszta lett, csak a Kápolna-tó mellett maradt meg egynéhány romba dőlt téglafal, lakóit rabszijra fűzték, és elvonszolták.
Kócs cudarságra, lappangásra jutott, mint a bagoly, földesura Enyingi Török Bálint nyílt levelet bocsátott ki, melyben hatévi adó- és szolgálatmentességet ajánlott fel azoknak, akik letelepszenek a faluban, de nem talált jelentkezőket. A Kiskunságból hozott ide telepes családokat, köztük az én őseimet is; még nagyapám is őrizte szülővidékének édes "ö"-ző beszédét. ...

## Alakja az irodalomban
Életét, hányattatásait Moldova György regényben örökítette meg "Negyven prédikátor" (1973) c. művében, felhasználva a pozsonyi perről készített feljegyzéseit.
lásd még: A barokk kor magyar irodalma